# Мома (аэропорт)
Мома (Хонуу) — региональный аэропорт посёлка Хонуу Момского района Якутии. Работает с 1977 года. 
Рейсы в Якутск осуществляются с конца марта по октябрь 3 раза в неделю авиакомпанией «Полярные авиалинии».

## Показатели деятельности
| год        | 2014 | 2015 | 2016 | 2017   |
| пассажиров | 9872 | 9952 | 9665 | 10 143 |
| Источники: |      |      |      |        |